# Голлини, Альфредо
Альфредо Голлини (итал. Alfredo Gollini; 24 декабря 1881, Модена, Эмилия-Романья — 22 апреля 1957) — итальянский гимнаст, чемпион летних Олимпийских игр 1912 года в командном первенстве.